# 中日本高速道路
中日本高速道路（日语：／ Naka nihon kōsoku dōro */?），通稱為NEXCO中日本（ Nekusuko naja nihon），是依據《高速道路株式會社法》設立的國營企業（特殊會社；NEXCO三社之一）。負責中日本地域高速公路、快速道路的管理運營。

## 公司概要
2005年10月1日設立。
支社
- 東京支社 - 東京都港區
  - 2008年7月28日中日本高速公路橫濱支社與中日本高速公路東京事務所統合而設立
- 名古屋支社  - 名古屋市中區
- 八王子支社  - 東京都八王子市
- 金澤支社  - 石川縣金澤市

## 事業範圍
中部地方的舊日本道路公團（JH）管理高速公路與自動車專用道路事業範圍，含神奈川縣、東京都、滋賀縣的部份路線，但不包括新潟縣全域路線及長野縣、富山縣部份區域的路線。

## 管理路線

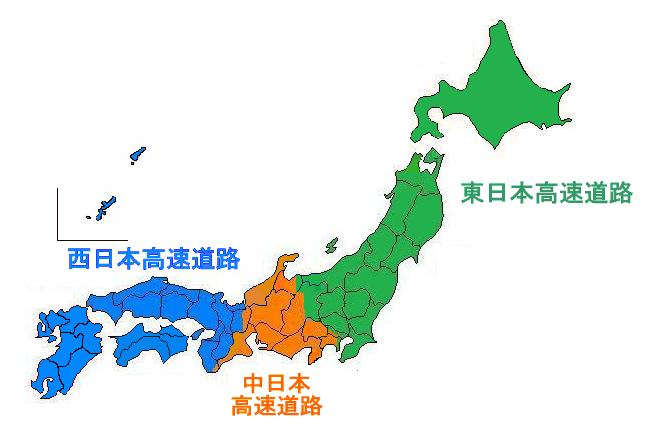
NEXCO各社管轄圖

### 全國路線網

#### 高速自動車國道
- 中央自動車道

富士吉田線 中央自動車道
西宮線（大月市至東近江市〈含八日市交流道〉） - 中央自動車道、名神高速公路
長野線（岡谷市至安曇野市〈含安曇野交流道〉） - 長野自動車道
- 第一東海自動車道（日语：第一東海自動車道）：東名高速公路
- 東海北陸自動車道
- 第二東海自動車道（日语：第二東海自動車道）

橫濱名古屋線 新東名高速公路、伊勢灣岸自動車道
- 中部橫斷自動車道（静岡市至南部町、及市川三鄉町至甲斐市） 中部橫斷自動車道
- 北陸自動車道（富山縣下新川郡朝日町〈含朝日交流道（日语：朝日インターチェンジ））至米原市） 北陸自動車道
- 近畿自動車道

名古屋關線 東名阪自動車道
伊勢線 伊勢自動車道
名古屋神戶線（愛知縣海部郡飛島村至甲賀市〈不包括甲賀土山交流道。〉） 伊勢灣岸自動車道、新名神高速公路
尾鷲勢和線（紀北町至多氣町） 紀勢自動車道
敦賀線（小濱市（不含（暫稱）小濱交流道）至敦賀市） 舞鶴若狹自動車道

#### 一般收費道路（高規格幹線道路連接路線）
A'為高規格幹線道路的國幹道並行一般國道快速道路。
B為高規格幹線道路的一般國道快速道路。
- 伊勢灣岸道路（伊勢灣岸自動車道、國道302號（日语：国道302号） A'）
- 新湘南繞道（日语：新湘南バイパス）（國道1號（部分路段與國道468號重複）、國道468號區間限B）
- 首都圈中央聯絡自動車道（圈央道、國道468號 茅崎市至秋留野市〈不含秋留野交流道〉、B）
- 東海環狀自動車道（國道475號 豐田市至關市、B）
- 西湘繞道（日语：西湘バイパス）（國道1號）
- 小田原厚木道路（國道271號）
- 東富士五湖道路（日语：東富士五湖道路）（國道138號（日语：国道138号））
- 西富士道路（日语：西富士道路）（國道139號（日语：国道139号））

### 一般收費道路（單獨路線）
- 安房山道路（中部縱貫自動車道・國道158號）

## 交通量
- 由NEXCO中日本毎年發行的CSR報告書2009（第115-117頁）[1]記錄了各種資料。

## 相關項目
- 日本道路公團
- 國土交通省 - 自動車交通局（日语：自動車交通局）・道路局
- 東日本高速公路（NEXCO東日本）
- 西日本高速公路（NEXCO西日本）

## 外部連結
- NEXCO中日本（页面存档备份，存于）
- 地圖（页面存档备份，存于）
- ドライブ情報サイト 高速日和
- 臺日高速公路「清水」服務區站締結姊妹 （页面存档备份，存于）